# Alexi Laiho
Alexi Laiho (născut Markuu Uula Aleksi Laiho; n. 8 aprilie 1979, Esbo, Finlanda – d. 29 decembrie 2020, Helsingfors, Finlanda) a fost un chitarist, compozitor și cântăreț finlandez. Vârful carierei l-a atins cu trupa Children Of Bodom, formată în 1993 (desființată în 2019) împreună cu prietenii săi Janne Wirman, Henkka Sepalla, Roope Latvala și Jaska Raatikainen. A mai făcut parte din formațiile Inearthed, Warmen, Sinergy, Kylähullut și The Local Band. 

## Biografie
A început să cânte la vioară la 5 ani și a continuat câțiva ani mai târziu la chitară. A primit numeroase premii internaționale, inclusiv Metal Hammer Golden Gods. De asemena, a fost „vioara întâi” în „100 Guitars From Hell”, piesă pe care a compus-o pentru ediția 2015 a Helsinki Festival.

## Decesul
Alexi Laiho a decedat în data de 29 decembrie 2020, la Helsinki, Finlanda, la vârsta de doar 41 de ani.
Anunțul despre decesul său a fost făcut public la 4 ianuarie 2021 pe pagina de Facebook a ultimei sale trupe, Bodom After Midnight (fondată în 2020), cu care apucase să înregistreze 3 piese și un videoclip, urmând să fie lansate. La momentul publicării anunțului, managerul trupei, Jouni Markkanen, specifica faptul că Alexi avea probleme de sănătate de mai mulți ani.